# Мидзухи-но Атама
Мидзухи-но Атама (яп. ミズヒノ頭, также Мидзухи-но Касира) — гора северного гребня Ояма восточной части гор Тандзава, высотой около 1050 м. От горы Ояма находится на расстоянии примерно 3 км к северу.

## Другие горы рядом
- Нисидзава-но Атама (около 1094 м)
- Ояма (1252 м)
- Ояма-Мицуминэ (935 м)